# Relazioni bilaterali tra Cina e Germania
Le relazioni tra Cina e Germania furono formalmente stabilite nel 1861, quando la Prussia e l'Impero Qing conclusero il primo trattato sino-tedesco durante la spedizione di Eulenburg. Dieci anni dopo fu fondato l'Impero Tedesco e il nuovo stato ereditò il vecchio trattato prussiano. Le relazioni erano, nel complesso, gelide, con la Germania che si univa a potenze imperialiste come l'Impero Russo, il Regno Unito e la Francia nel ritagliarsi sfere di influenza nell'impero cinese. I tedeschi hanno anche partecipato alla repressione della ribellione dei boxer. Dopo la Prima Guerra Mondiale, le relazioni migliorarono gradualmente poiché i consiglieri militari tedeschi assistevano l'Esercito Rivoluzionario Nazionale del governo del Kuomintang, anche se questo sarebbe gradualmente cambiato durante gli anni '30 quando Adolf Hitler si alleò con il Giappone. Nel periodo successivo, durante la Seconda Guerra Mondiale, la Germania fu divisa in due stati: una Germania occidentale libera-democratica e una Germania orientale comunista. Le tensione della guerra fredda portò all'alleanza della Germania Ovest con gli Stati Uniti contro il comunismo e quindi si allearono contro la Cina. La parte orientale era alleata attraverso l'Unione Sovietica con la Cina. Dopo la riunificazione tedesca, le relazioni tra Germania e Cina migliorano gradualmente e notevolmente.